# 东关街道 (安顺市)
东关街道，是中华人民共和国贵州省安顺市西秀区下辖的一个乡镇级行政单位。

## 行政区划
东关街道下辖以下地区：
金钟社区、东郊社区、凤凰山社区、安电社区、马槽社区、轿监社区、虹轴社区、安大厂社区、东关村、伍家关村、核桃村、大龙村、小龙村、新寨村、干河村、青苑村、虹山村、前进村、红村、头铺村、麒麟村、新哨村、团山村、后山村、关脚村、湾子村、罗仙村、石厂村、大水沟村、商家庄村、大屯村、火烧寨村、大门楼村、水溪庄村、跳花山村、杉树林村、马军屯村、董家庄村、永安村和飞虹村。